# Annandaliella pectinifera
Annandaliella pectinifera là một loài nhện trong họ Theraphosidae.
Loài này thuộc chi Annandaliella. Annandaliella pectinifera được Frederick Henry Gravely miêu tả năm 1935.